# José Luis Sanz

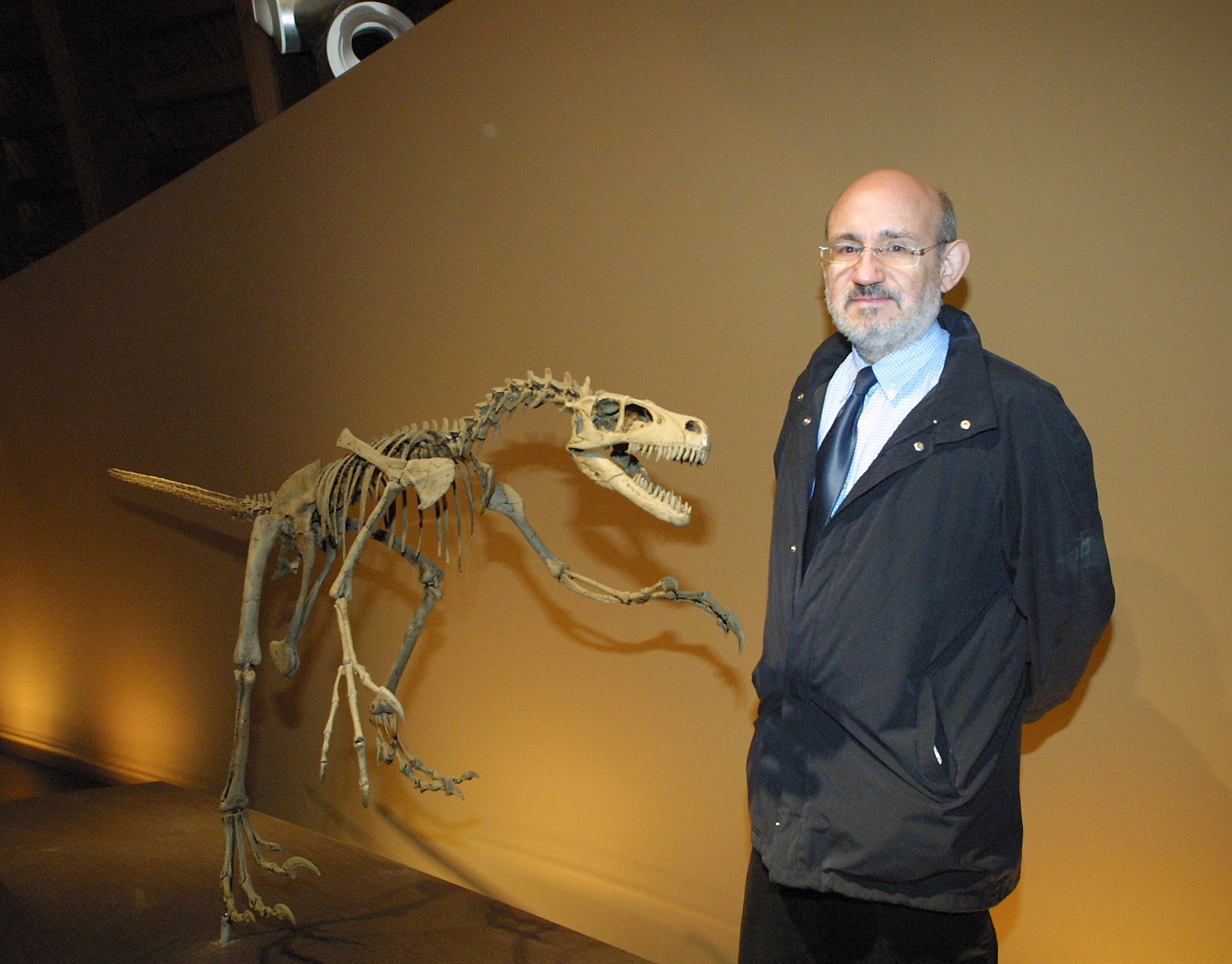
José Luis Sanz (2004) mit dem Skelett eines Dromaeosaurus

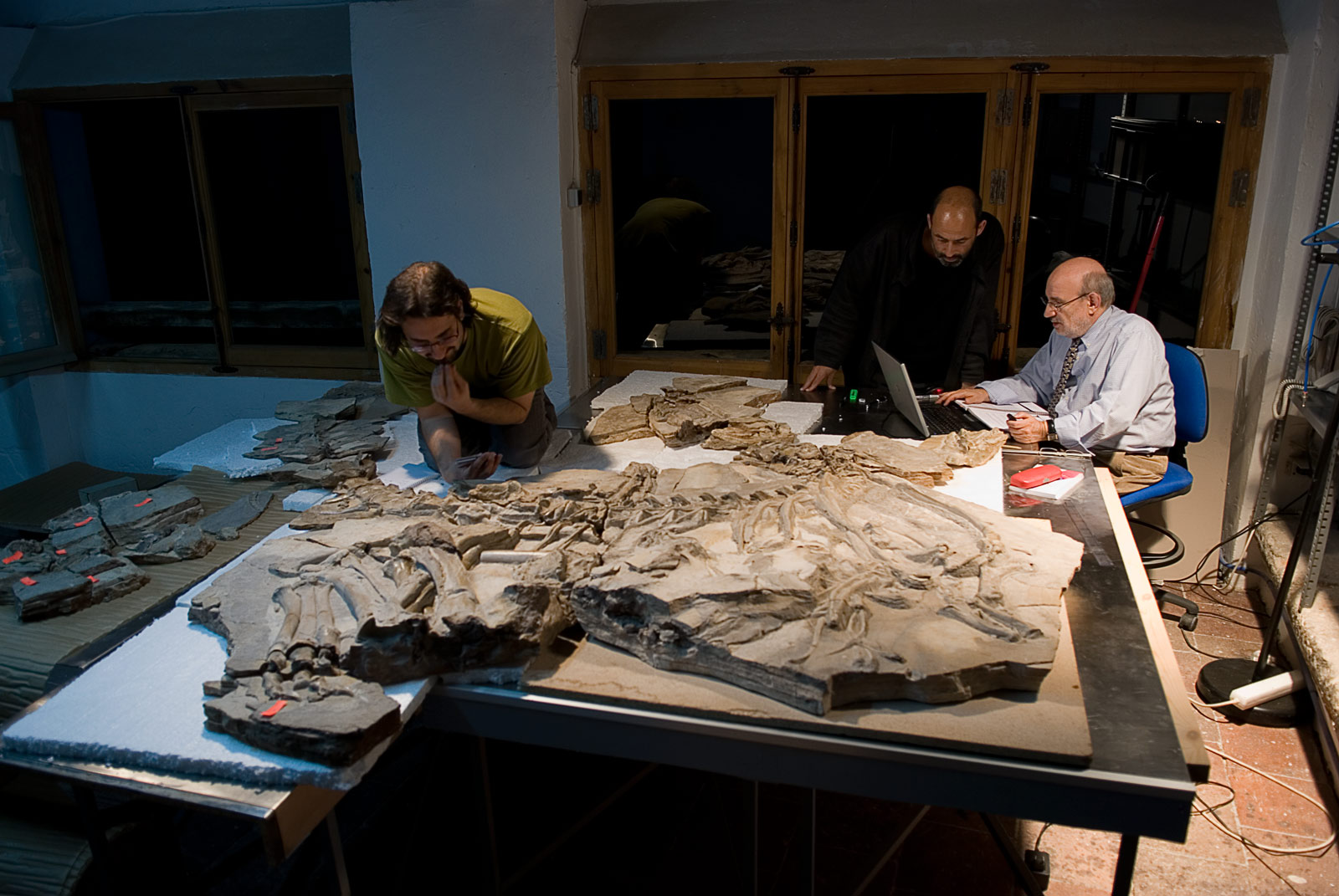
José Luis Sanz (sitzend) neben den fossilen Überresten von Concavenator corcovatus

José Luis Sanz García (* 11. März 1948 in Soria, Spanien), häufig auch als José Luis Sanz oder José L. Sanz zitiert, ist ein spanischer Paläontologe und wissenschaftlicher Publizist. Er ist auf Dinosaurier und mesozoische Vögel spezialisiert.

## Leben
Sanz ist der Sohn von Francisco und Mercedes Sanz. 1975 erlangte er die Licenciatura in den Geowissenschaften von der Universität Complutense Madrid. Zwischen 1976 und 1978 wurde er in der Stipendiatengruppe von Emiliano Aguirre am Institut Lucas Mallada in Madrid ausgebildet. 1980 wurde er unter der Leitung von Aguirre an der Universität Complutense Madrid mit der Dissertation Los notosaurios españoles: análisis filogenético y sistemático de los sauropterigios trásicos über die spanischen Nothosaurier der Trias zum Ph.D. in den Geowissenschaften promoviert. Später begann er mit der Suche nach Dinosauriern im spanischen Fossilienarchiv. Seine systematischen Ausgrabungen begannen zunächst mit dem Team des Paläontologischen Instituts von Sabadell in Morella in Kastilien und später mit der Durchsicht der spanischen Funde aus der Kreidezeit im Rahmen verschiedener Forschungsprojekte des nationalen Programms der paläontologischen Abteilung der Autonomen Universität Madrid (UAM).
Sanz war von 1983 bis 1989 Lehrbeauftragter und von 1990 bis 2018 ordentlicher Professor an der Autonomen Universität Madrid. Von 1991 bis 1993 war er Koordinator des Bereichs 3 (Biologie von Organismen und Systemen) an der Agencia Nacional de Evaluación y Prospectiva (ANEP). Von 2004 bis 2006 war er Assistent für Paläontologie im Bereich Geowissenschaften der ANEP. Von 2007 bis 2009 war er Mitglied des Expertengremiums für das Internationale Jahr der Astronomie.
Sanz erhielt Forschungszuschüsse von der Dinosaur Society, von Earthwatch und von der Europäischen Union. Er ist Mitglied der Society of Vertebrate Paleontology, der Society of Avian Paleontology and Evolution und der Sociedad Española de Paleontologia, wo er von 1989 bis 1990 im Vorstand saß. 2015 wurde er zum Mitglied der Real Academia de Ciencias Exactas, Físicas y Naturales gewählt, von er 2017 als Akademiker mit der Medaille Nummer 17 ausgezeichnet wurde.
Sanz war Leiter des Ausgrabungsprojekts in der Fossillagerstätte Las Hoyas in der Provinz Cuenca, Kastilien. Zudem ist er technischer Leiter der paläontologischen Museen von Elche und Arnedo in der Region La Rioja.
Als Forscher zeichnet er sich durch die Entdeckung und Erstbeschreibung der mesozoischen Vögel Iberomesornis romerali, Concornis lacustris und Eoalulavis hoyasi sowie der Dinosaurier Aragosaurus ischiaticus, Pelecanimimus polyodon, Nothosaurus cymatosauroides, Lirainasaurus astibiae, Losillasaurus giganteus und Concavenator corcovatus aus.
Sanz hat mehrere populärwissenschaftliche Bücher veröffentlicht oder an ihnen mitgearbeitet.

## Dedikationsnamen
1999 wurde die kreidezeitliche Echsenart Hoyalacerta sanzi, 2005 die mesozoische Netzflüglerart Triangulochrysopa sanzi und 2008 die argentinische Dinosaurierart Tastavinsaurus sanzi zu Ehren von José Luis Sanz benannt.

## Schriften
- Los reptiles mesozoicos del registro español, 1990
- Los dinosaurios y su entorno biótico. Ayuntamiento de Cuenca, Instituto “Juan de Valdés”, 1992
- Los dinosaurios voladores. Historia evolutiva de las aves primitivas, 1999
- Mitología de los dinosaurios, 1999
- Dinosaurios, Los señores del pasado, 2000
- Starring T. rex!. Dinosaur mythology and popular culture, 2002
- Dinosaurier. Giganten der Urzeit, 2003
- Cazadores de dragones: Historia de los paleontólogosque descubrieron y estudiaron los dinosaurios, 2007
- Los dinosaurios en el siglo XXI, 2007
- Pequeña historia de los dinosaurios, 2012